# ハインリッヒ・シュネー

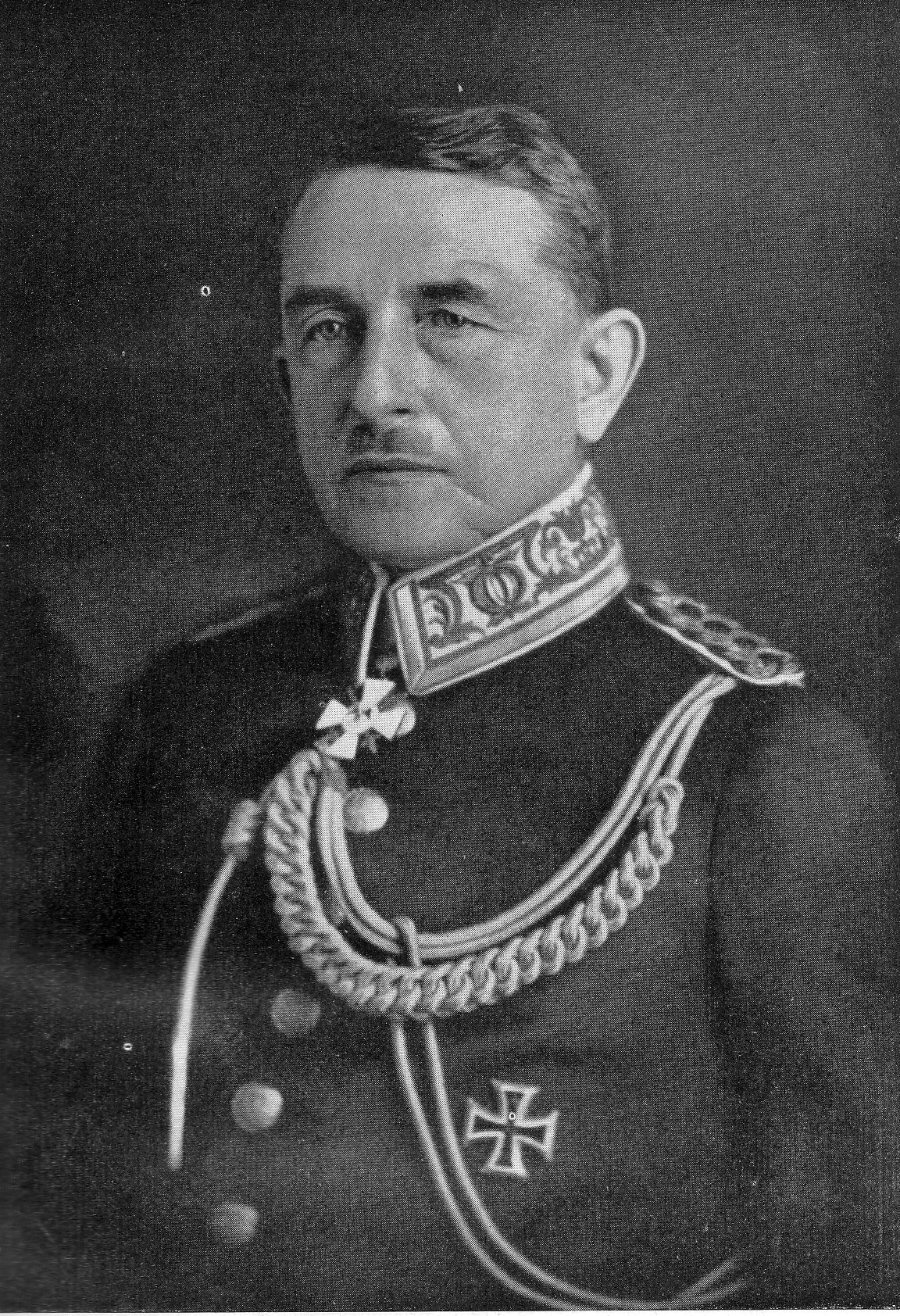
ハインリッヒ・シュネー

ハインリッヒ・アルベルト・シュネー（Heinrich Albert Schnee，1871年2月4日 - 1949年6月23日）は、ドイツの政治家。アフリカ植民地政策の権威で、ドイツ領東アフリカの最後の総督（1912年-1918年）。リットン調査団ではドイツ代表を務めた。

## 主な経歴
1871年ノイハルデンレーベン生まれ。ドイツ領サモア、ドイツ領ニューギニアなどで働いたのち、1912年から第一次世界大戦終結まで、ドイツ領東アフリカの総督を務めた。
1924年から1933年までドイツ人民党所属の国会議員にして、この間ドイツ代表委員としてリットン調査団に加わった。1949年ベルリンにて死去。

## 著作
- 金森誠也 訳 『「満州国」見聞記 ～リットン調査団同行記』 講談社学術文庫、2002年、ISBN 4061595679